# Rečica (Słowenia)
Rečica – wieś w Słowenii, w gminie Ilirska Bistrica. W 2018 roku liczyła 86 mieszkańców.